# Barnstable County
Barnstable County je okres ve státě Massachusetts ve Spojených státech amerických. K roku 2010 zde žilo 215 888 obyvatel. Správním městem okresu je Barnstable. Celková rozloha okresu činí 3382 km².